# Emma Brogle
Emma Brogle-Sele (* 13. Oktober 1934 in Vaduz als Emma Sele) ist eine liechtensteinische Politikerin.

## Biografie
Emma Brogle-Sele wurde 1934 als Tochter des Gewerkschafters Josef Sele und dessen Frau Bertha (geb. Kindle) geboren. Sie wuchs mit zwei Schwestern auf und machte eine Lehre als Verkäuferin. Später zog sie ins Ausland. In der Schweiz heiratete sie. Nach dem Tod ihres Mannes im Jahr 1966 kehrte sie mit ihren zwei Söhnen nach Liechtenstein zurück.
Wie schon ihr Vater war auch Emma Brogle politisch engagiert. Als Mitglied der Vaterländischen Union setzte sie sich für das Frauenstimmrecht ein. 1982 wurde Brogle Gründungspräsidentin der Frauenunion. Dieses Amt bekleidete sie die nächsten acht Jahre. 1983 wurde sie als erste Frau in den Vaduzer Gemeinderat gewählt. Neben den Gampriner Gemeinderätinnen Maria Marxer und Elsa Oehri war sie damit eine der ersten Frauen in einem liechtensteinischen Gemeinderat. Von 1987 bis 1991 war Brogle Vize-Bürgermeisterin von Vaduz. Neben ihrer kommunalpolitischen Tätigkeit war sie auch landespolitisch aktiv. Von 1986 bis 1989 gehörte sie dem Landtag des Fürstentums Liechtenstein als stellvertretende Abgeordnete an. In dieser Funktion war sie unter anderem Mitglied der liechtensteinischen Parlamentarier-Delegation beim Europarat.
1991 verlieh ihr Fürst Hans-Adam II. das Ritterkreuz des fürstlich Liechtensteinischen Verdienstordens.